# Bouddha souriant
Bouddha souriant (ou Pokhran-I pour le ministère indien des Affaires extérieures) est le nom de code du premier essai nucléaire réalisé par l'Inde le 18 mai 1974 à Pokharan. Il s'agit du premier essai nucléaire effectué par un pays ne faisant pas partie des cinq membres permanents du Conseil de sécurité des Nations unies et ayant été conçu et réalisé sans assistance étrangère. L'essai était présenté comme pacifique, c'est-à-dire visant à concevoir une bombe nucléaire pour des usages non militaires (grands travaux).

## Histoire
En 1954, dans le cadre de leur politique Atoms for Peace, les États-Unis et le Canada fournissent à l'Inde un réacteur CIRUS, exclusivement à des fins de recherche scientifique dans le cadre du programme nucléaire indien.
Si, dès le début du programme, un volet militaire est discrètement envisagé, celui-ci n'a été mis en œuvre qu'après la défaite contre la Chine, en 1962, et l'accession de la Chine au rang de puissance nucléaire (1964),. Conformément au grand secret impliqué dans les efforts de l'Inde pour développer et tester son premier engin explosif nucléaire, le projet n'a pas employé plus de 75 scientifiques et ingénieurs travaillant dessus entre 1967 et 1974. Bien sûr, cela ne compte pas les milliers de personnes nécessaires pour construire et exploiter l'infrastructure supportant le programme et pour produire le plutonium pour le dispositif.
En dehors des scientifiques et techniciens travaillant réellement sur le projet, seules trois personnes en Inde étaient au courant : la Première ministre Indira Gandhi, son conseiller de confiance et ancien secrétaire principal P. N. Haksar (en), et son secrétaire principal du moment DP Dhar (en). Aucun ministre du gouvernement, y compris le ministre de la Défense, n'était informé.
Le système d'implosion a été conçu pour comprimer le noyau à deux fois sa densité normale. Les ogives conçues utilisaient la conception explosive rapide-lente conçues par les États-Unis pendant la Seconde Guerre mondiale et utilisée sur la bombe Gadget de l'essai Trinity en 1945.
La Commission de l'énergie atomique indienne fait exploser sa première arme nucléaire souterraine à 107 mètres de profondeur, à une vingtaine de kilomètres au nord-ouest de Pokharan, le 18 mai 1974, après des retards dus entre autres à un premier puits inondé.
L'engin était prévu pour un rendement de dix kilotonnes. Si, officiellement, l'énergie dégagée se situait entre douze et treize kilotonnes, l'équipe en charge a révélé des décennies plus tard qu'elle a été de huit kilotonnes.
Le gouvernement indien déclara alors qu'il n'allait pas construire d'armes nucléaires bien qu'il en ait acquis la capacité technologique et que l'explosion de Pokharan était destinée à développer une énergie atomique dans un but pacifique et à rendre l'Inde indépendante en technologie nucléaire.

## Suites
L'essai entraîna cependant l'arrêt de toutes les formes de coopération internationale en faveur du programme civil indien, ainsi que l'exclusion du Traité de non-prolifération nucléaire (TNP), dont elle n'était pas signataire. 
Le commerce nucléaire international avec l'Inde est perturbé en 1992, mais reprend en 2008 avec l'Accord civil nucléaire indo-américain (en).